# 鳥取市立湖山西小学校
鳥取市立湖山西小学校（とっとりしりつ こやまにししょうがっこう）は、鳥取県鳥取市湖山西一丁目にある公立小学校。

## 概要
1988年湖山小学校の児童急増に伴い、分離創立された。

## 沿革
- 1980年（昭和55年）8月21日 - 湖山小学校分割陳情開始。
- 1982年（昭和57年）10月21日 - 湖山小学校を分割、新設校を作ることを決定（校区審議会）。
- 1988年（昭和63年）4月6日 - 湖山西小学校竣工・開校式。
  - 8月22日 - プール竣工。
- 2000年（平成12年）4月 - 弱視学級開設。
- 2001年（平成13年）4月 - 肢体不自由児学級開設。

## 通学区域
- 湖山町北二丁目、湖山町北三丁目、湖山町北四丁目、湖山町北五丁目、湖山町西一丁目、湖山町西二丁目、湖山町西三丁目、湖山町西四丁目、湖山町南五丁目

## 進学先中学校
- 鳥取市立湖東中学校

## 交通アクセス
- JR山陰本線 鳥取大学前駅より700m。

## 校区内の主な施設
- 鳥取空港
- 鳥取県立鳥取湖陵高等学校
- 鳥取県立鳥取商業高等学校
- 鳥取大学附属特別支援学校
- クラーク記念国際高等学校鳥取キャンパス